# Myśliwy

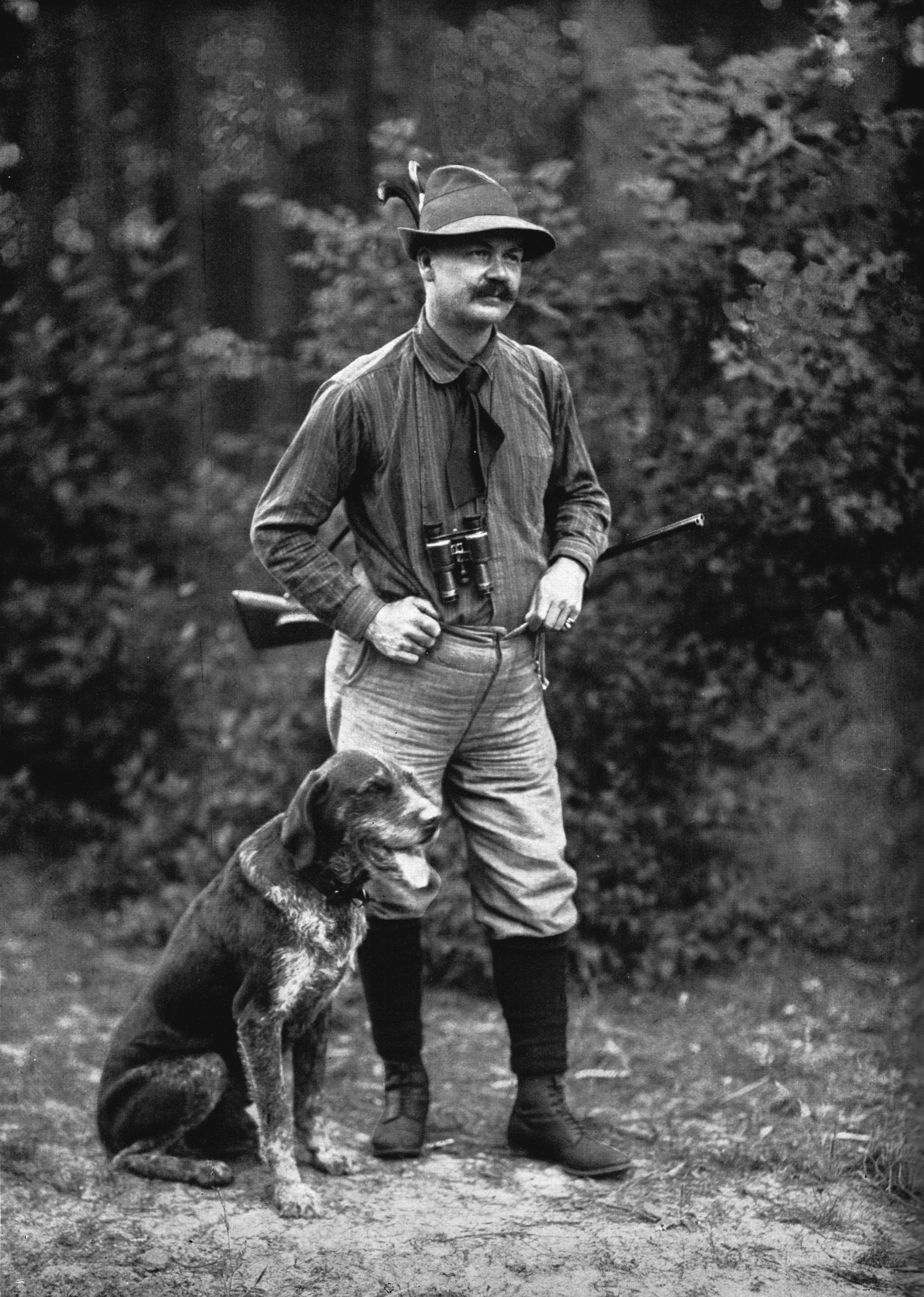
Myśliwy, 1912 r.

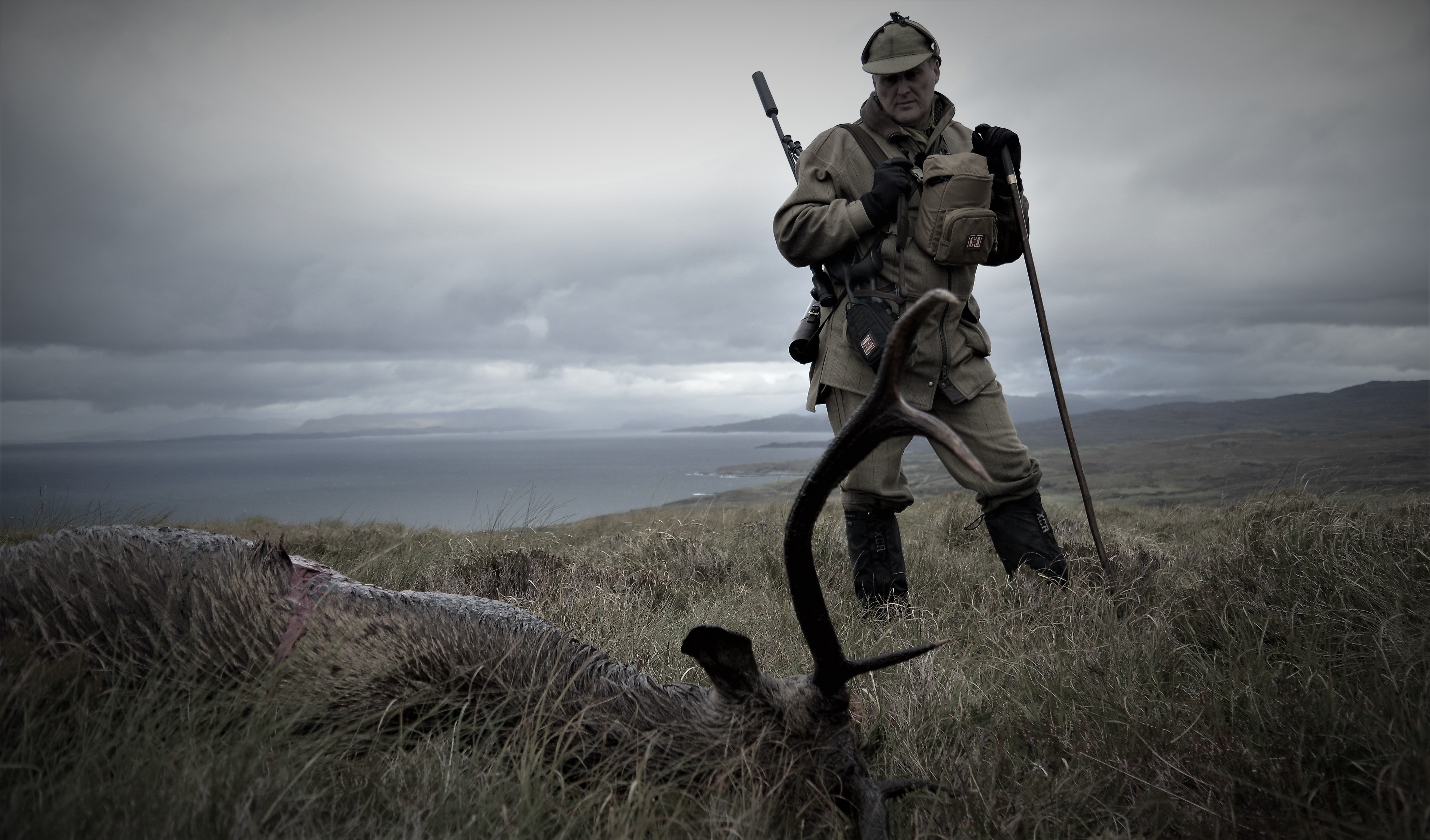
Myśliwy z upolowaną zwierzyną, 2017 r.

Myśliwy (daw. łowca, strzelec) – osoba zajmująca się łowiectwem, uczestnicząca w polowaniach w celu pozyskania mięsa, skór oraz kości, poroża i innych trofeów łowieckich. Współcześnie status myśliwego, jego prawa i obowiązki regulowany jest przez prawo łowieckie, co odróżnia go od kłusownika dokonującego polowań bezprawnie.

## Łowiectwo – zajęcie myśliwego
Łowiectwo było jednym z najstarszych obok zbieractwa sposobem zdobywania żywności i sposobem życia ludzkości. Z czasem utraciło swoje znaczenie na rzecz rolnictwa: hodowli zwierząt (pasterstwo) i uprawy roślin, pozostając alternatywnym źródłem pożywienia, a także rozrywki oraz elementem gospodarki łowieckiej.
Zajęcie myśliwego przez wiele wieków miało związek z wojskowością. Początkowo było z nią nierozerwalnie związane, z czasem stało się formą przygotowania do militarnego rzemiosła. W okresie średniowiecza polowanie stało się formą rozrywki i ćwiczeń wojskowych europejskiego rycerstwa, a następnie szlachty. Z ludzi zajmujących się myślistwem rekrutowano także jednostki wojskowe, np. łucznicy, strzelcy, jegrzy. Rdzenne łowiectwo nieodłącznie wiąże się z prowadzeniem gospodarki łowieckiej, której tylko jednym z elementów jest polowanie.
Z zajęciem myśliwych związane są liczne zjawiska w różnych dziedzinach życia, np.:
- broń myśliwska
- sokolnictwo, ptaki łowcze
- zwierzęta łowne
- myślistwo łucznicze(inne języki)
- psy myśliwskie
- konie do polowania, np. huntery
- prawo łowieckie
- obyczaje łowieckie
- etyka łowiecka
- gwara łowiecka
- kuchnia myśliwska

## Myśliwy w kulturze
Postać myśliwego i jego zajęcia znalazły liczne odbicia w kulturze.

### Postacie bogów i herosów mitologicznych
Enkidu, Nimrod, Artemida, Diana, Orion, Akteon, Hern Myśliwy, Wolundr

### Literatura
Postacie myśliwych:
- Baśnie i legendy, np. Czerwony Kapturek, Królewna Śnieżka,
- Łowcy wilków (ang. Wolf hunters) – pierwsza z trzech części trylogii Jamesa Olivera Curwooda,
- Vorondil – postać ze stworzonej przez J.R.R. Tolkiena mitologii Śródziemia,
- Oromë – jeden z Aratarów stworzonych przez J.R.R. Tolkiena.

### Film
- Łowca jeleni (ang. The Deer Hunter) – amerykański dramat wojenny z 1978 w reżyserii Michaela Cimino, ukazujący scenę polowania o symbolicznym znaczeniu[2],
- Biały myśliwy, czarne serce,
- Jimbo Kern – postać z serialu South Park,
- Predator (Yautja) – fikcyjna istota z filmów Predator, Predator 2, Obcy kontra Predator, Obcy kontra Predator 2; przedstawiciel rasy międzygalaktycznych myśliwych, wyposażonych w wysoko rozwiniętą technologię.

### Plastyka
- mozaiki w Pelli (Polowanie na jelenia, Polowanie na lwa) oraz w Villa Romana del Casale (Wielkie polowanie (fragment), Małe polowanie (fragment);
- portrety i malarstwo rodzajowe ukazujące postacie myśliwych oraz sceny związane z myślistwem, np. w malarstwie polskim:
  - Tadeusz Ajdukiewicz: Po polowaniu na jelenia,
  - Michał Elwiro Andriolli: ilustracja do Księgi IV Pana Tadeusza (koncert Wojskiego),
  - Józef Brandt: Gajowy, Przed polowaniem (dwa obrazy o tym tytule[3]), Polowanie, Wyjazd na polowanie,
  - Józef Chełmoński: Zjazd na polowanie, Trójka na śniegu (Polowanie z chartami na zające), Wyjazd na polowanie, Polowanie na głuszca,
  - Julian Fałat: Nagonka, Polowanie na niedźwiedzia, Odpoczynek myśliwych w lesie, Oszczepnicy, Polowanie w Nieświeżu, Powrót z niedźwiedziem, Polowanie na łosia, Polowanie – nagonka, Wyjazd na polowanie, Powrót z polowania z łosiem,
  - Maksymilian Gierymski: Wyjazd na polowanie I, Wyjazd na polowanie II, Polowanie w lesie, Powrót z polowania II,
  - Jerzy Kossak: Bieg myśliwych z psami za jeleniem, Spacer myśliwski w lesie, Święty Hubert na koniu spotyka jelenia, Scena z polowania – za tropem,
  - Juliusz Kossak: Maurycy Potocki na polowaniu, Polowanie w Poturzycy u Dzieduszyckich, Polowanie na lisa, Polowanie par force z ogarami, Wyjazd na polowanie z sokołem, Wyjazd na polowanie, Polowanie stepowe na wilka, Polowanie na zająca, Asesor z Rejentem na polowaniu z chartami (ilustracja do Księgi II Pana Tadeusza),
  - Wojciech Kossak: Polowanie cesarskie w Gödöllö, Polowanie par force u Józefa Potockiego w Antoninach,
  - Franciszek Kostrzewski,Polowanie (ilustracja do Księgi IV Pana Tadeusza),
  - Tadeusz Makowski: Myśliwy,
  - Władysław Podkowiński, Wyjazd na polowanie,
  - January Suchodolski: Polowanie na jelenia,
  - Alfred Wierusz-Kowalski: Po polowaniu na lisa, Na polowanie, Po polowaniu, Lis, Wyjazd na polowanie, Myśliwy, Naganiacze odpoczywający w lesie, Rankiem na polowanie;

Aszurbanipal podczas polowania. Asyryjski relief z Niniwy
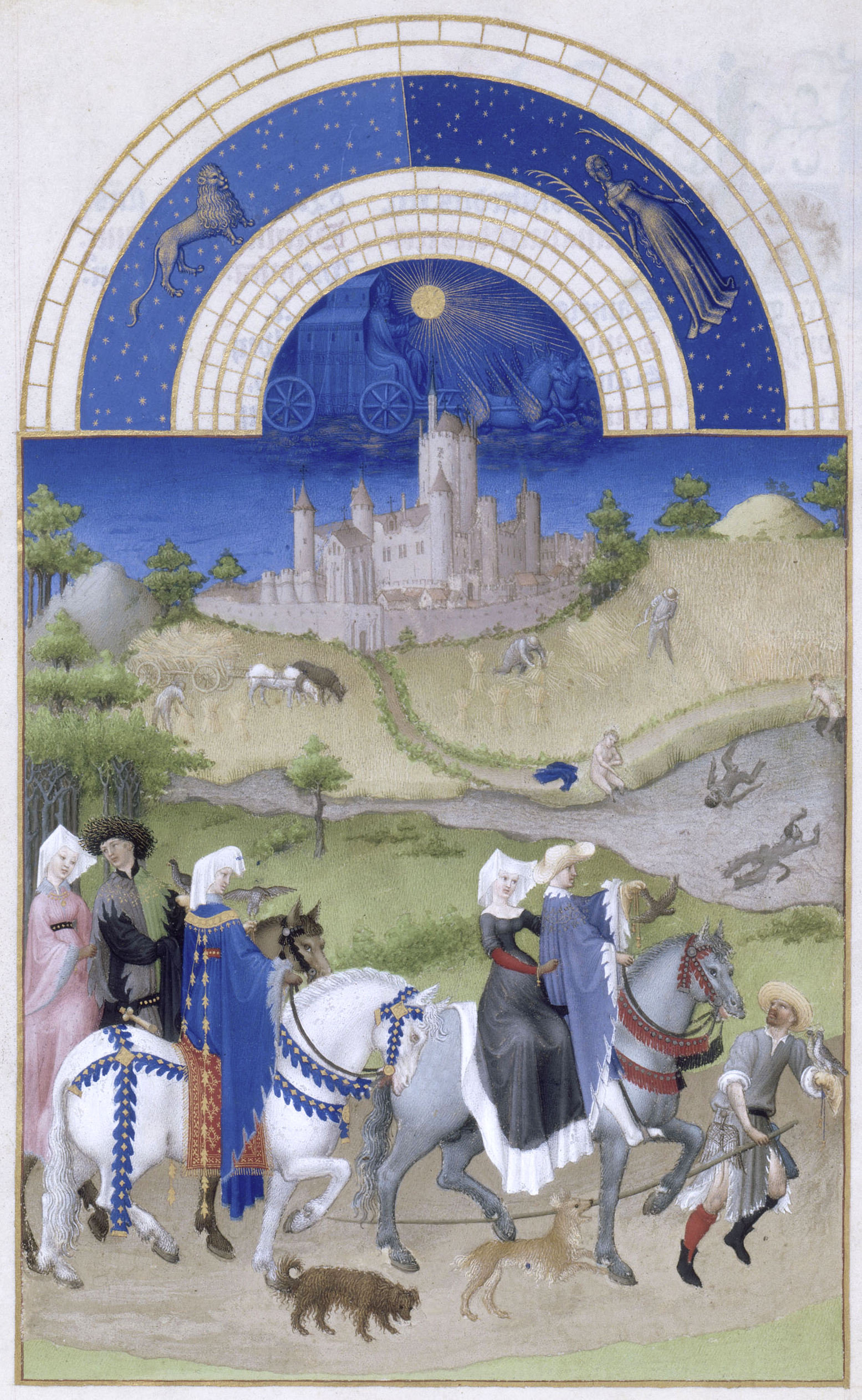
Bardzo bogate godzinki księcia de Berry „Sierpień” (ok. 1515–1520)
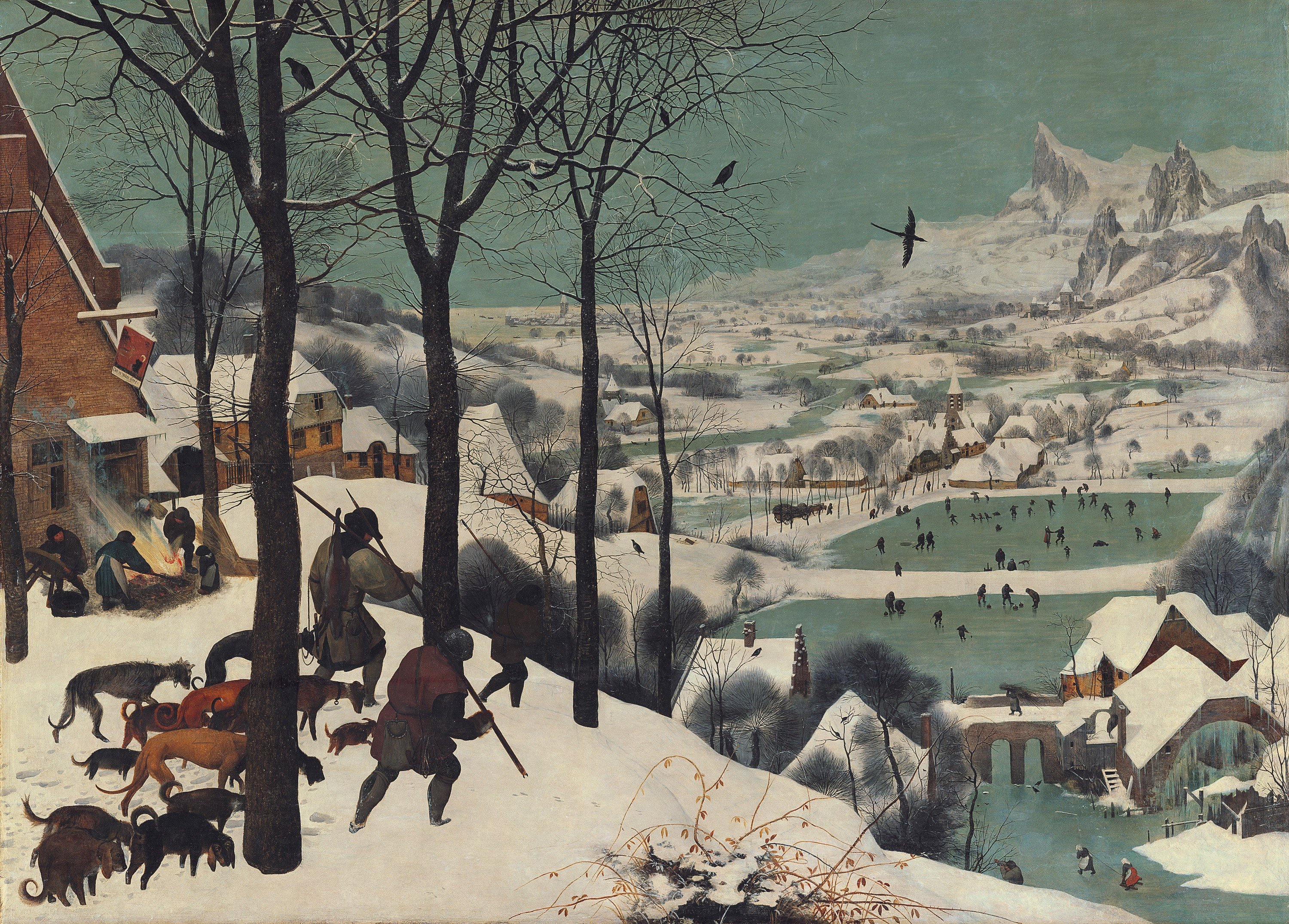
Pieter Bruegel (starszy) „Myśliwi na śniegu” (1565), Kunsthistorisches Museum Wien
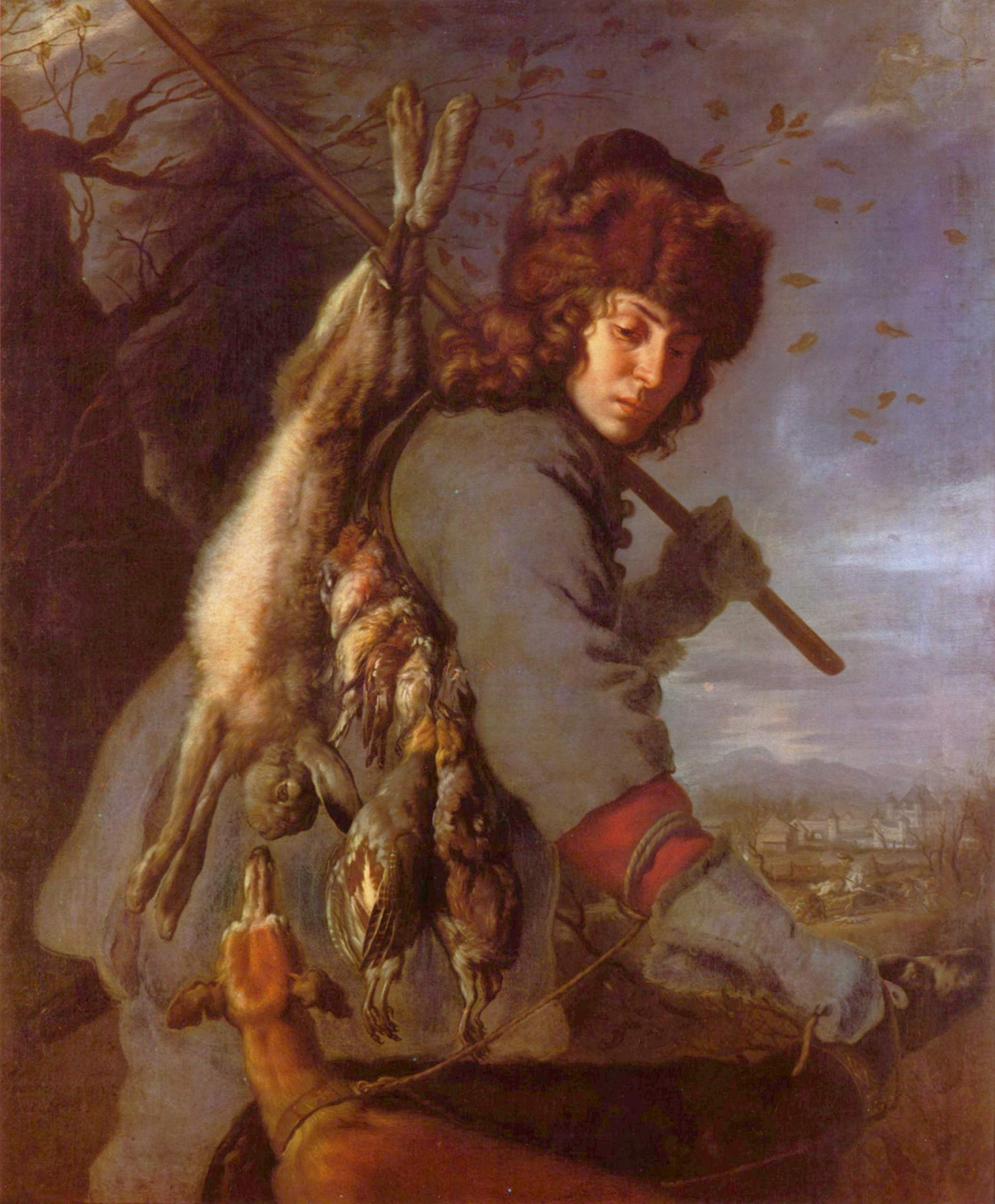
Myśliwy na obrazie „Listopad” (1643) Joachima von Sandrarta
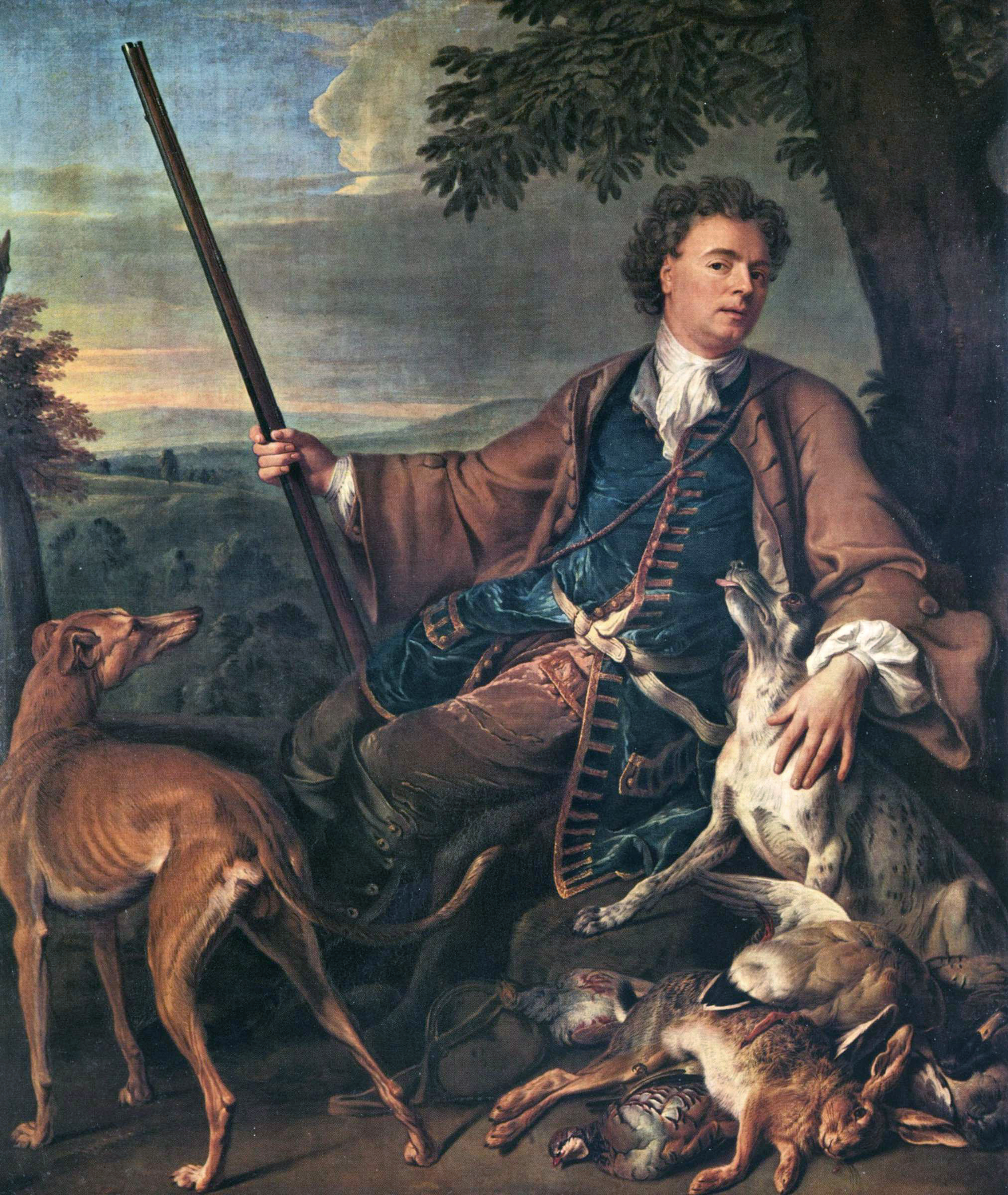
Alexandre-François Desportes „Autoportret w stroju myśliwskim” (1699)
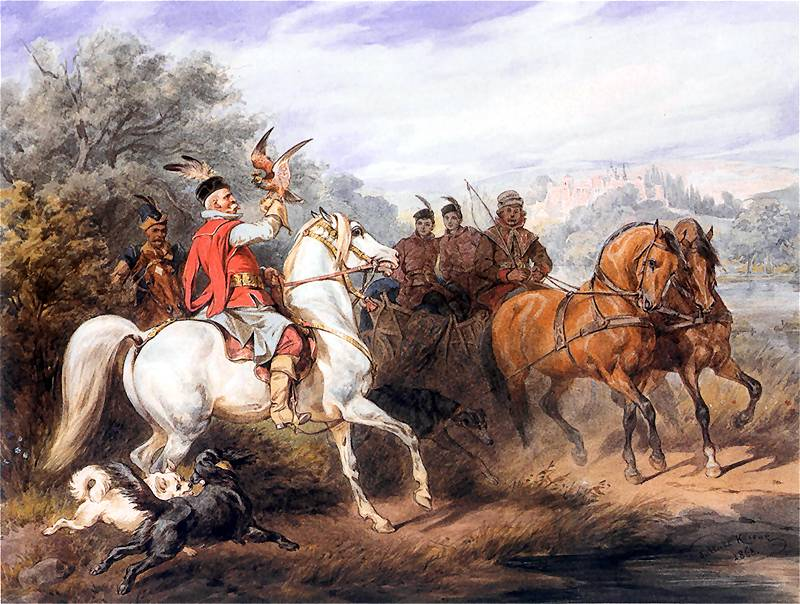
Juliusz Kossak „Wyjazd na polowanie z sokołem” (1868), Muzeum Górnośląskie, Bytom
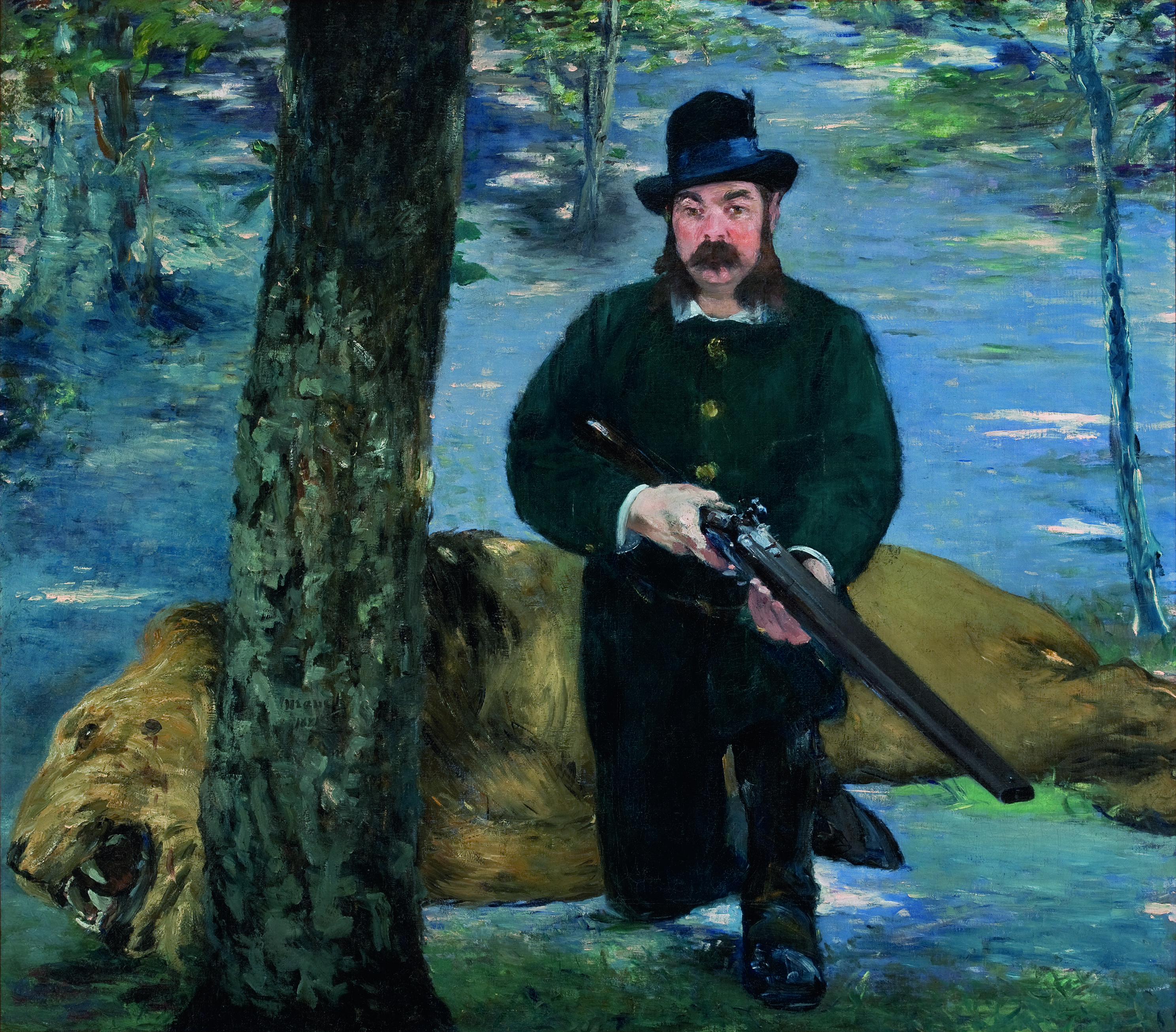
Édouard Manet „Pertuiset, łowca lwów”[4] (1881)
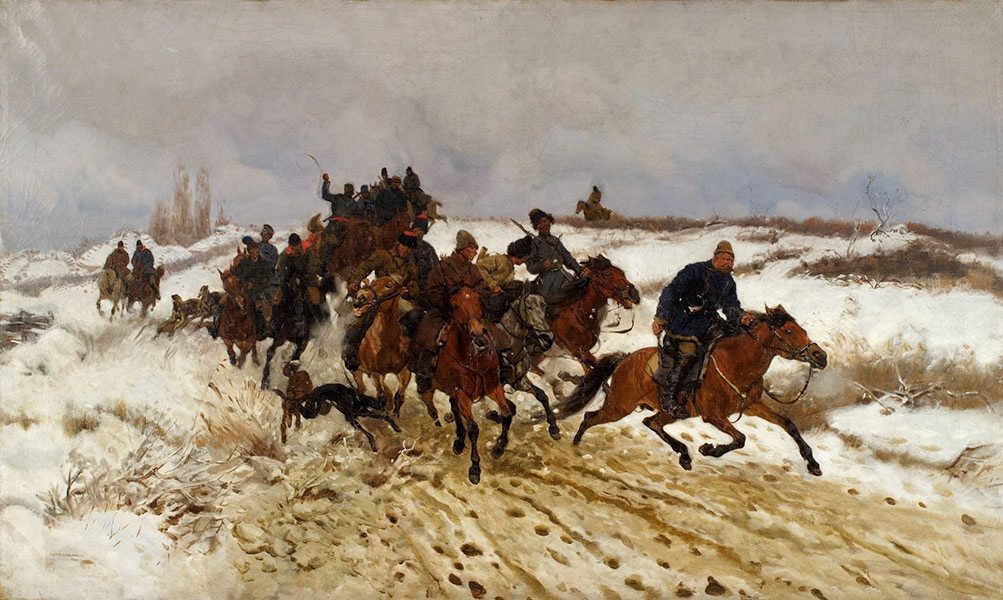
Józef Chełmoński „Wyjazd na polowanie” (1882)
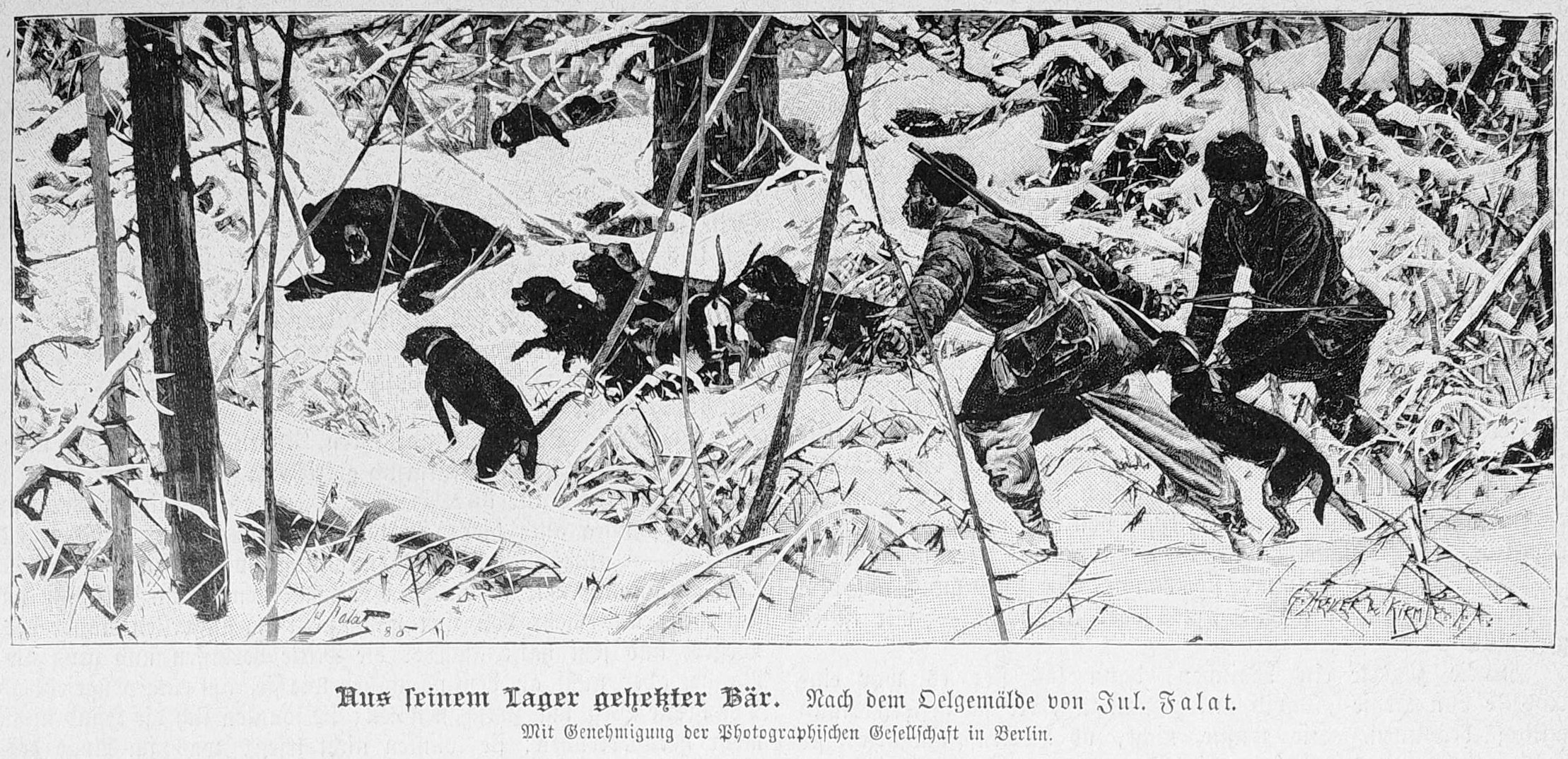
Julian Fałat – ilustracja do Die Gartenlaube (1887)
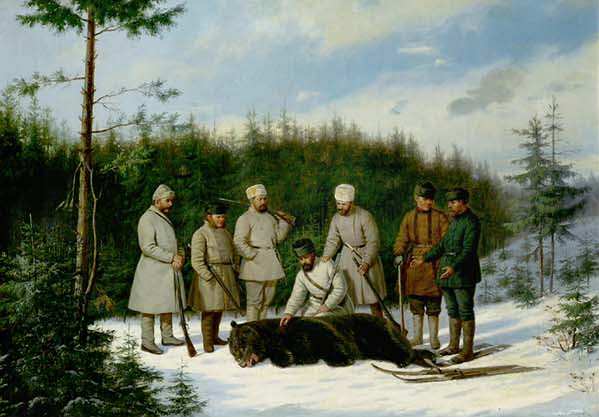
Ludwig Pietzsch „Rosyjskie polowanie na niedźwiedzia”

### Heraldyka
Postać myśliwego znajduje się w herbach miejskich: Baiersdorf (Niemcy), Bystré (Czechy), Etschberg (Niemcy), Galdakao (Hiszpania), Izurza (Hiszpania), Orvin (Szwajcaria).

### Urzędy nadworne związane z łowiectwem
Łowczy: łowczy nadworny (venator aulicus), w tym koronny i litewski; łowczy wielki koronny; łowczy wielki litewski; podłowczy; sokolnik; jastrzębnik.

## Sławni myśliwi
Wielu władców zasłynęło ze swojego zamiłowania do polowań, niektórzy z nich otrzymali nawet przydomek w związku z tym zajęciem:
- Gudrød Myśliwy – legendarny władca Norwegii
- Jan I Myśliwy – król Aragonii w latach 1387–1396
- Filibert I Myśliwy – książę Sabaudii (1472–1482)

Wśród polskich panujących najbardziej znanymi myśliwymi są m.in.:
- Kazimierz Wielki – zmarł na skutek wypadku w czasie polowania
- Władysław Jagiełło
- Zygmunt August – ponoć podczas polowania poznał swoją przyszłą żonę Barbarę Radziwiłłównę
- Stefan Batory

Oprócz władców znanymi myśliwymi byli m.in.:
- Mateusz Cygański – autor pierwszego dzieła w języku polskim o ptakach łownych 1584
- Buffalo Bill (1846–1917) – myśliwy, zwiadowca armii amerykańskiej (scout), organizator i aktor widowisk rozrywkowych, bohater Dzikiego Zachodu
- George Custer (1839–1876) – amerykański dowódca wojskowy znany z walk z Indianami.
- Sam Houston (1793–1863) – amerykański polityk
- Ján Ruman Driečny (starszy) – słowacki pasterz, myśliwy i przewodnik tatrzański XVIII/XIX wieku
- Jan Krzeptowski (Sabała) (1809–1894) – góral podhalański, honorowy przewodnik tatrzański, muzykant, myśliwy, gawędziarz i pieśniarz
- Dersu Uzała (1849–1908) – myśliwy z plemienia Nanajów
- John Hanning Speke (1827–1864) – angielski podróżnik, oficer i badacz Afryki
- Ernest Hemingway (1899–1961) – amerykański pisarz, dziennikarz, noblista.